# اوپان، بلغارستان
اوپان (به لاتین: Opan) یک روستا در بلغارستان است که در استان استارا زاگورا واقع شده‌است.

## خصوصیات
اوپان  ۴۵۷ نفر جمعیت دارد و ۱۴۲ متر بالاتر از سطح دریا واقع شده‌است.